# Пакистанська кухня

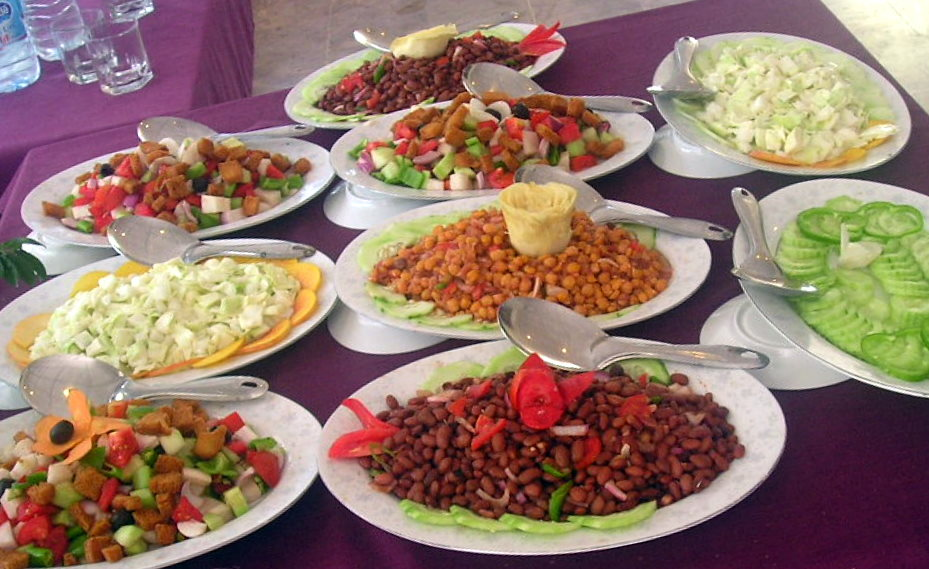
Страви пакистанської кухні

Пакистанська кухня (урду پاکستانی پکوان) — сукупність регіональних кухонь Республіки Пакистан (пенджабської, кашмірської, белуджійської, пуштунської, сіндської), які характеризуються поєднанням середньоазійських (насамперед іранської) та індійських кулінарних традиції. Тут особливо помітний вплив могольської кухні.

## Характеристика
Особливістю є широке застосування м'яса — гошт (окрім свинини), риби (мачлі) і морепродуктів, соусів, спецій, прянощів. В технологічному плані часто застосовується смаження, тушкування, обробка на грилі. Поширені глиняні печі (тондири) та приготування у чавунному посуді (кархаї). В останній готують гострі м'ясні страви з різним м'ясом, додаючи до назви м'яса слово кархаї.
В різних районах країни методи кулінарії можуть відрізнятися досить значно як в самій рецептурі, так і в використовуваному посуді і способах обробки. Навіть хліб і коржі в різних провінціях роблять по-своєму. Кухня північних районів проста і схожа з афганською та іранською (також тут роблять найкращі солодощі), пенджабська вважається святковою і поєднує безліч елементів індійської традиції, сіндська — схожа на індійську і тамільську одночасно, також використовує помітно більше морепродуктів, в Белуджистані віддають перевагу стравам з баранини, козячому сиру і сильно обсмажують будь-який продукт. Сама пакистанська кухня є поєднанням усього цього, що дає дуже багату і багатогранну кулінарну традицію, широко відому за межами країни.
У рецептах пакистанської кухні часто використовують таку популярну в Індії бобову культури як сочевиця (дал). Також з індійської кухні запозичено вживання різноманітних гострих та пряних соусів, насамперед масали. Це загальна назва приправи, яка складається із суміші різноманітних трав і спецій. У кожної господині може бути кілька власних рецептів масали.
Китайці, які живуть в Пакистані, створили специфічний місцевий різновид китайської кухні. Типові страви пакистанської китайської кухні — креветки, пекінська качка, яловичина стир-фрай і ягня з часником. Пакистанські китайці створили страву курча по-маньчжурські, що не має аналогів у традиційній китайській кухні. Вона готується з курки, креветок, баранини, риби, овочів, сиру панір у гострому коричневому соусі.

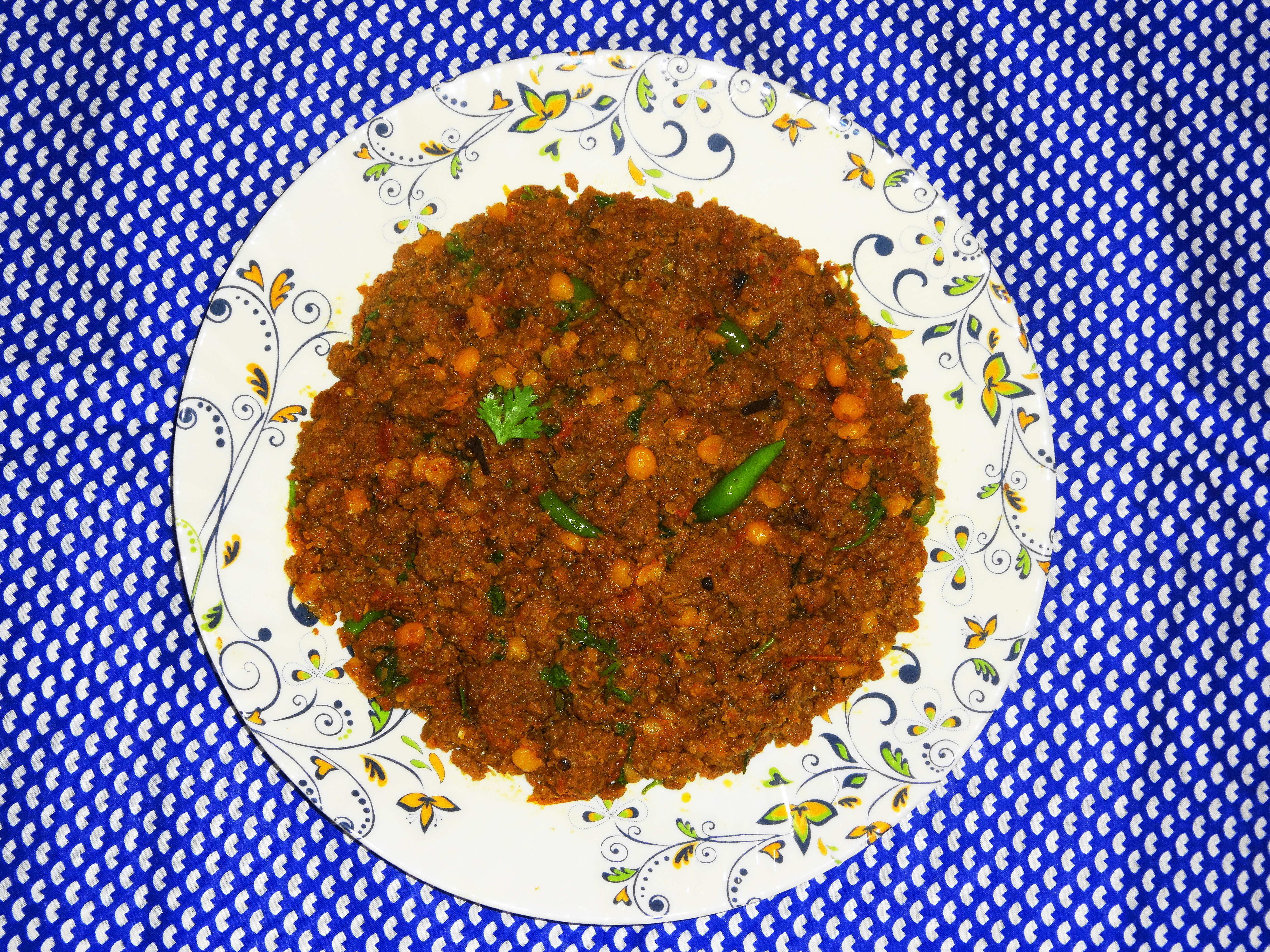
Дал-кема (фаршироване м'ясо) із сочевицею
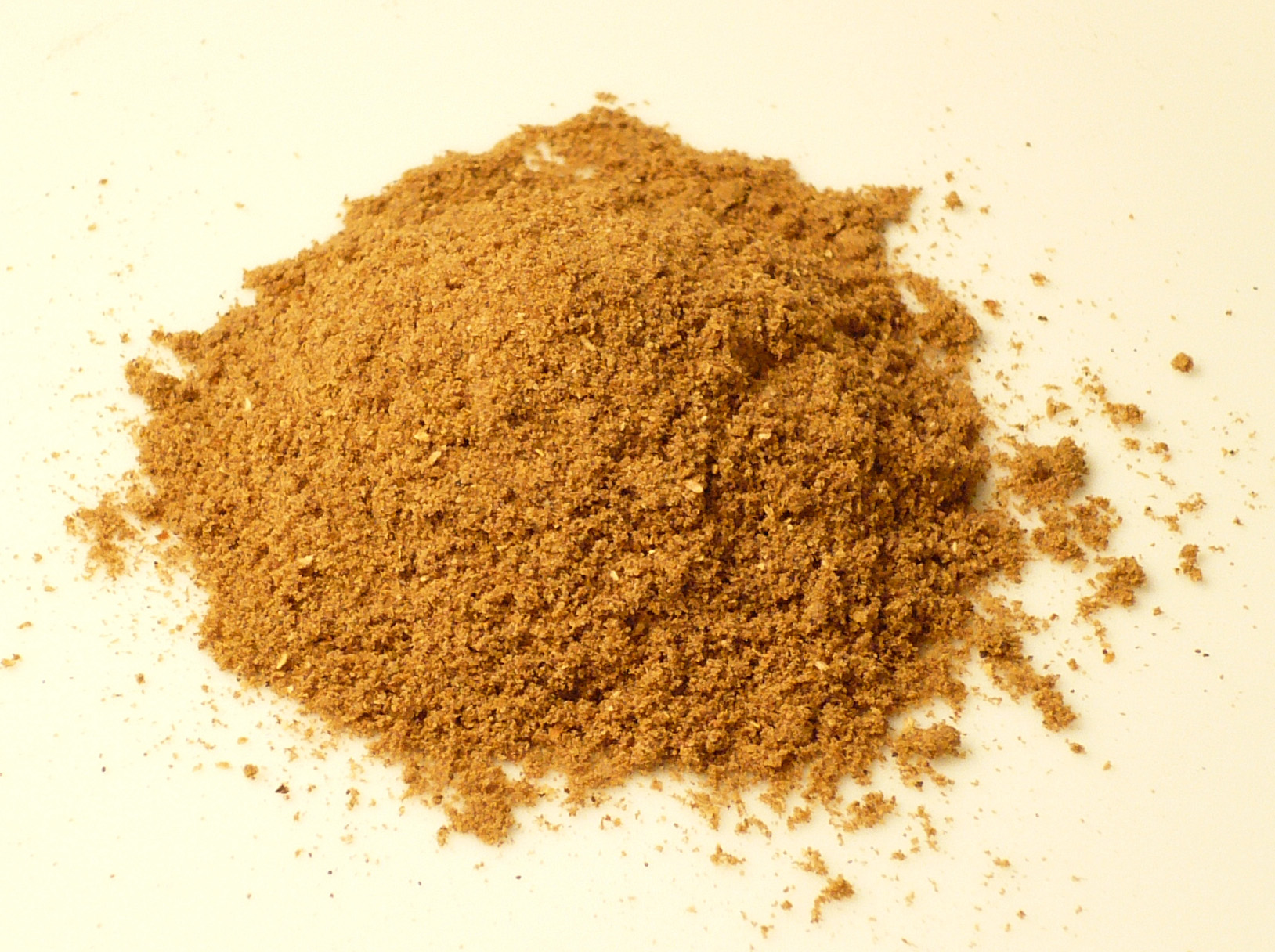
Гарам-масала

## Закуски
Значною популярністю користуються самси і тіккі. Тікка — це смажене на відкритому вогні або у глиняній печі м'ясо переважно курки, іноді використовують баранину або яловичину, яку перед приготування натирають значною кількістю прянощів. Тікку загортають в свіжоспечений корж або подають з гарніром з рису і салатом зі свіжих овочів.

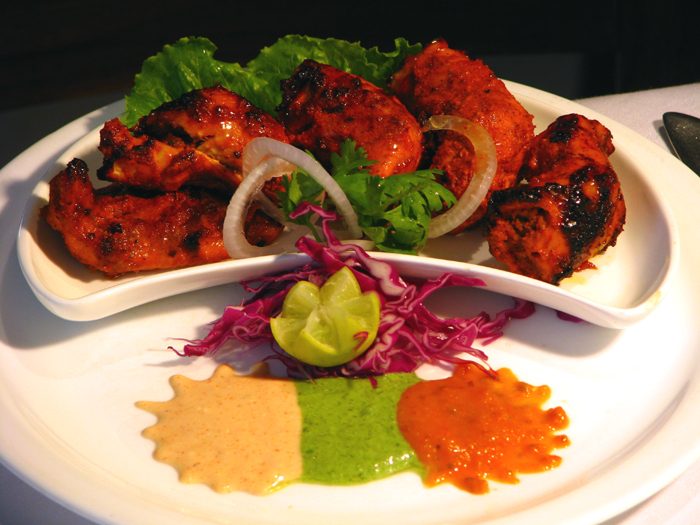
Тікка з курки
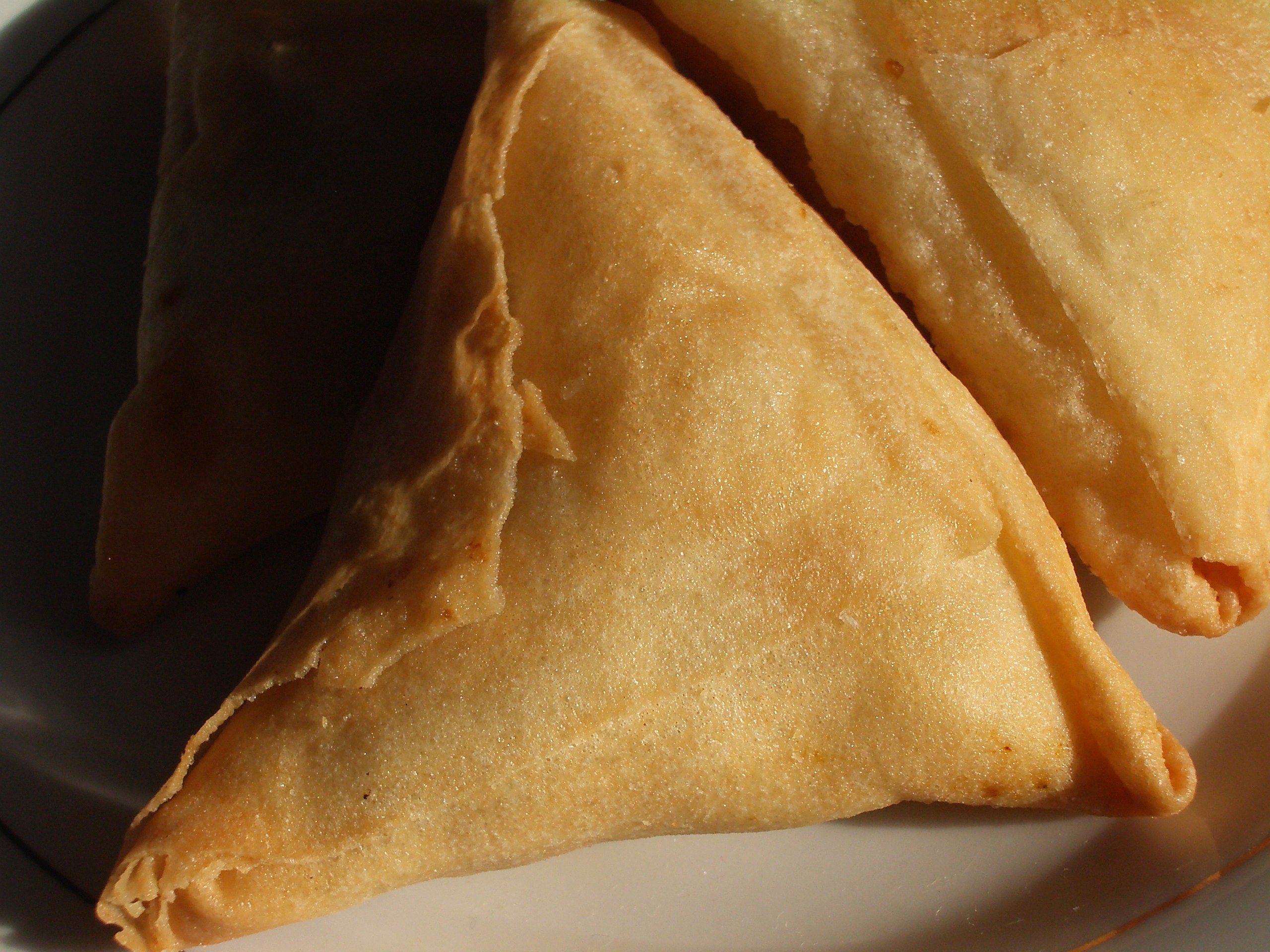
Самса

## Перші страви
Пакистанці запозичили супи з середньоазійської та британської кухні. Популярні дал і шурпа. На півдні присутній в кулінарії курячий крем-суп (урду کریم آف چکن سوپ). Першими стравами є своєрідне поєднання рагу та густих супів, які представлені всілякими карі. Їх вживають зі свіжоспеченими коржиками, яких нараховують багато видів — роті, чапаті, паратха, піта, кутлума, пурі, наан.
Поширені м'ясні карі корма і саг-гош. Корма — карі з курки з додаванням йогурту, вершків, горіхів. Найпопулярніша мугал-корма (або королівська корма). Саг-гош — це стародавній рецепт карі з м'яса ягняти, в шпинатному соусі.

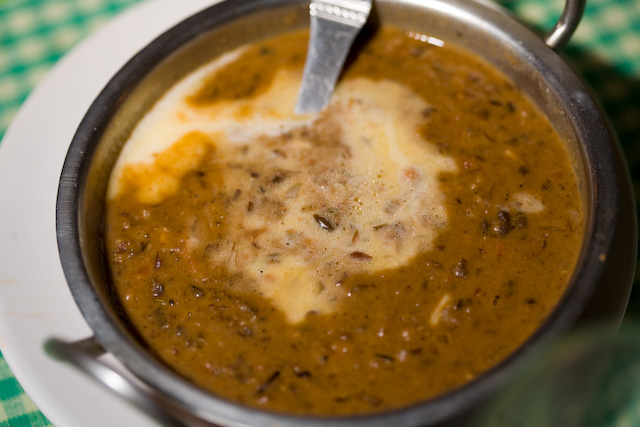
Дал
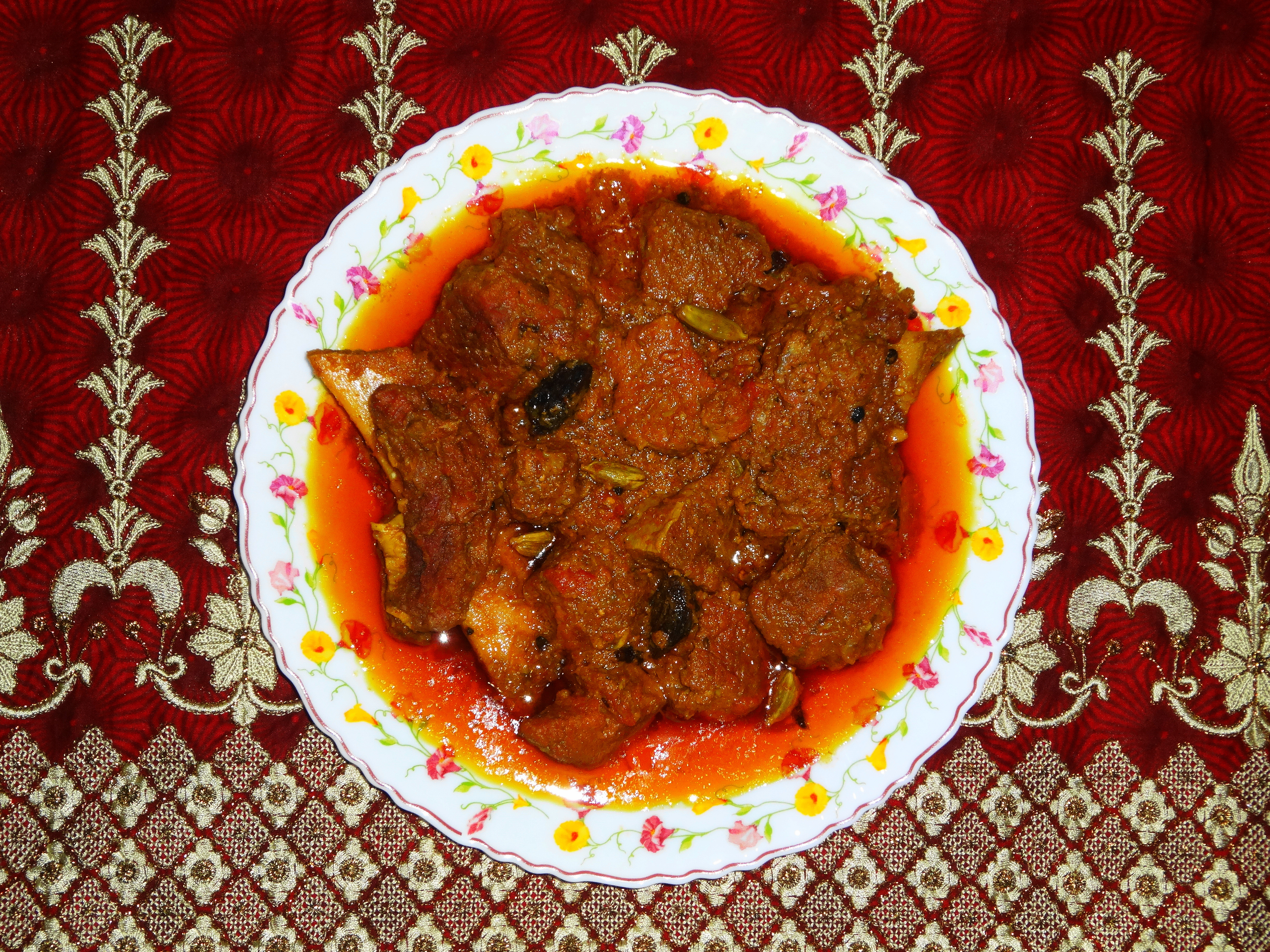
Корма
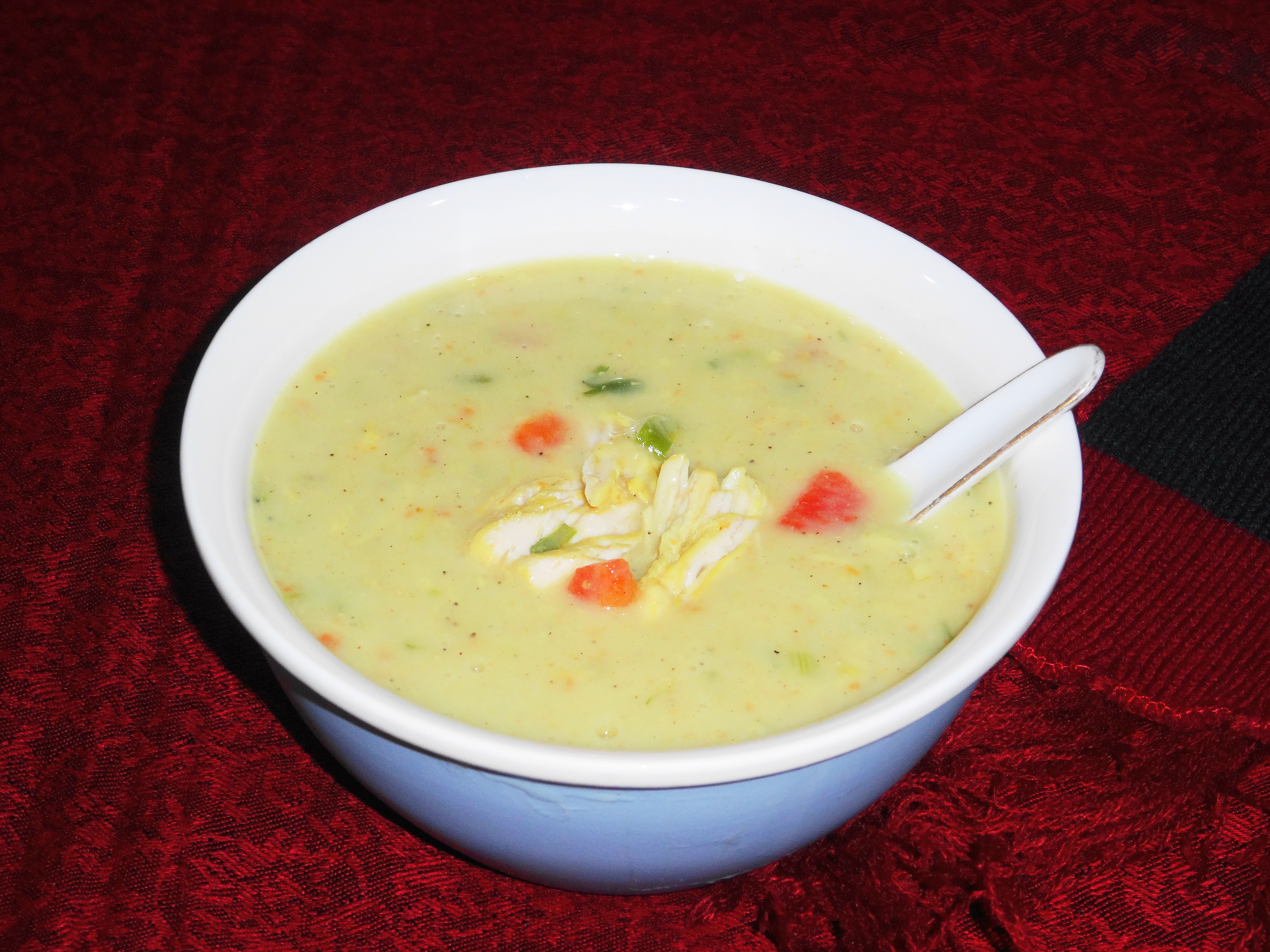
курячий крем-суп
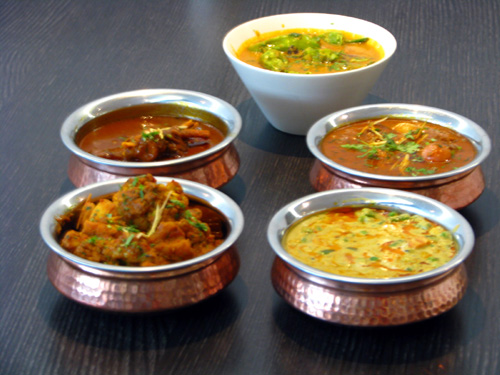
Карі
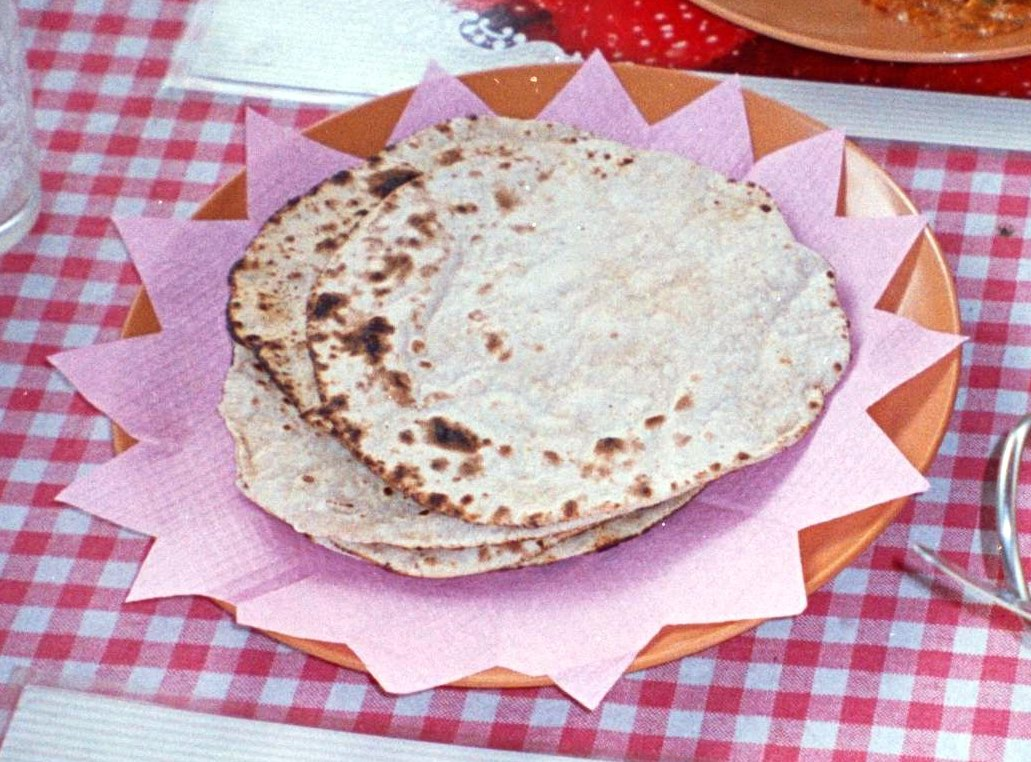
Чапаті
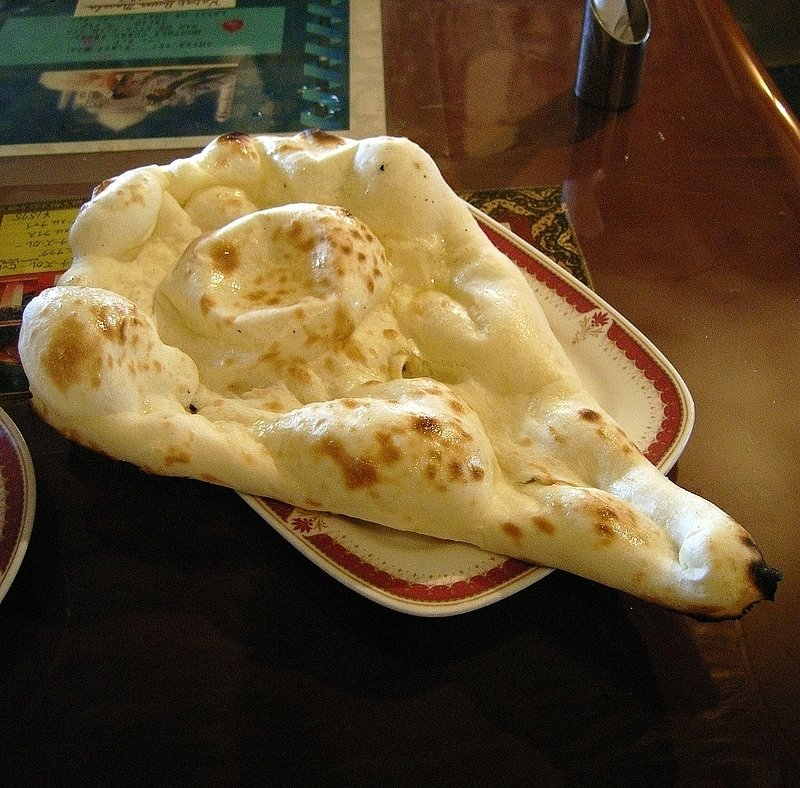
Наан

## Основні страви
Основу багатьох страв становлять рис (чавал) і сочевиця. Чавал зустрічається в простому відварному або обсмаженому вигляді чи в різних складних стравах, насамперед вкрай популярного бір'яні (смаженого рису з бараниною, м'ясом птиці, шафраном і своєрідним йогуртом дахі), шафрановому плові або хірі (м'якому рисовому пудингу з кардамоном, гвоздикою і корицею), а також вільно змішується з овочами (найчастіше в салатах) або бобовими (дал-чавал — страва з коричневою сочевицею і рису).
Гарні місцеві салати і страви з овочів, часто досить незвичайні за рецептурою, але дуже смачні — овочі з прянощами сабза, з баклажанів (баїнган) (популярний баїнган-ка-райта — баклажан з йогуртом), десятки видів чатні, мариноване манго, салат з різних бобових і пряний картопляний салат з помідорами, карі, перцем чилі і коріандром, чукандар-кі-сабзі (буряк з томатним соусом і спеціями), салат з моркви та родзинок, дал-палак (сочевиця зі шпинатом, томатами і спеціями), каду-ка-сала (гарбуз в цибулевий-томатному соусі), кіма-бхалі-шимла-мірча (фарширований зелений перець), шабдек (пюре з ріпи з м'ясом), мулі-паратха (коржик з редискою) та інші.
У Пакистані переважно сповідують мусульманство, тому для м'ясних рецептів часто використовують м'ясо курки, яловичину або баранину (на урду м'ясо — , часто зустрічається у назві страв). Поширеною стравою вважається кебаб. Найвідоміші називаються шиш-кебаб, шамі-кебаб, чаплі-кебаб (котлети по-пакистанські). На свята готують страви з верблюжатини.
Поширені також дам-пахт (відварна баранина із сиром і спеціями), гошт-харе-масалай-ка (печеня з маринованого в спеціях м'яса), халім (на кшталт рагу з м'яса, сочевиці і спецій), котлети кофта (поширено наргісі-кофта — тушковані котлети, що фаршировані цілими вареними яйцями), харіс (каша з пшениці з м'ясом, в якій всі складники перемішані практично до утворення однорідної маси), ханді-саг (низка страв, в основі яких лежить тушкування м'яса в горщиках з додаванням спецій, вершків або сиру, а також зелені і топленого масла, серед них напоширеніша мур-ханді — з курки), каліа (кашмірська страва — маринована ягнятина на кісточці, обсмажену в домішки масла і спецій), кіма-маттар (м'ясо з горохом), кархаї-гошт — гостра м'ясна страва (окрім яловичини) в чавунному посуді (їх існує безліч варіантів, улюбленим є пешаварі-кархаї-гошт — баранина по-пешаварські — з м'яса кози або баранини, при готуванні якого використовують багато спецій і масла), приготоване особливим способом з різними спеціями), різні відбивні з овочами. Страви з яловичини менш поширені, з них найбільшою шаною користується кашмірська гуштаба (на кшталт фрикаделек, обсмажених, а потім тушкованим зі спеціями та йогуртом)
Паан — суміш тютюну, спецій і горіха бетеля, є звичайним завершенням обіду або вечері. Як вважають місцеві жителі, вона допомагає травленню.

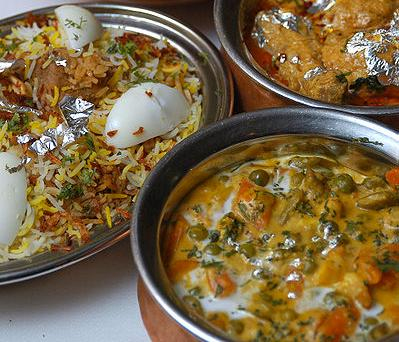
Бір'яні з закусками
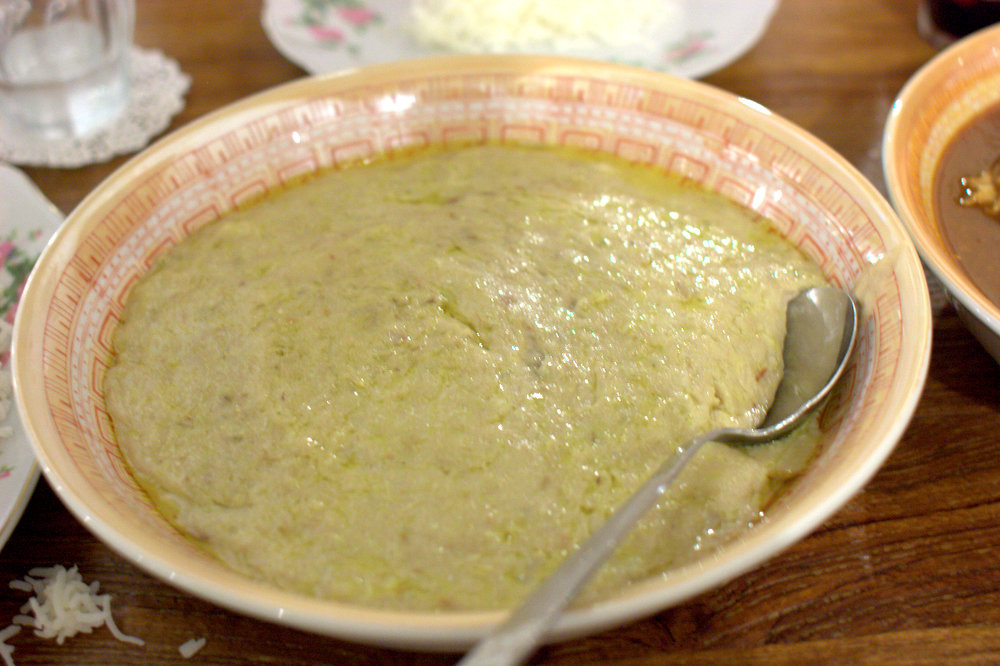
Харіс
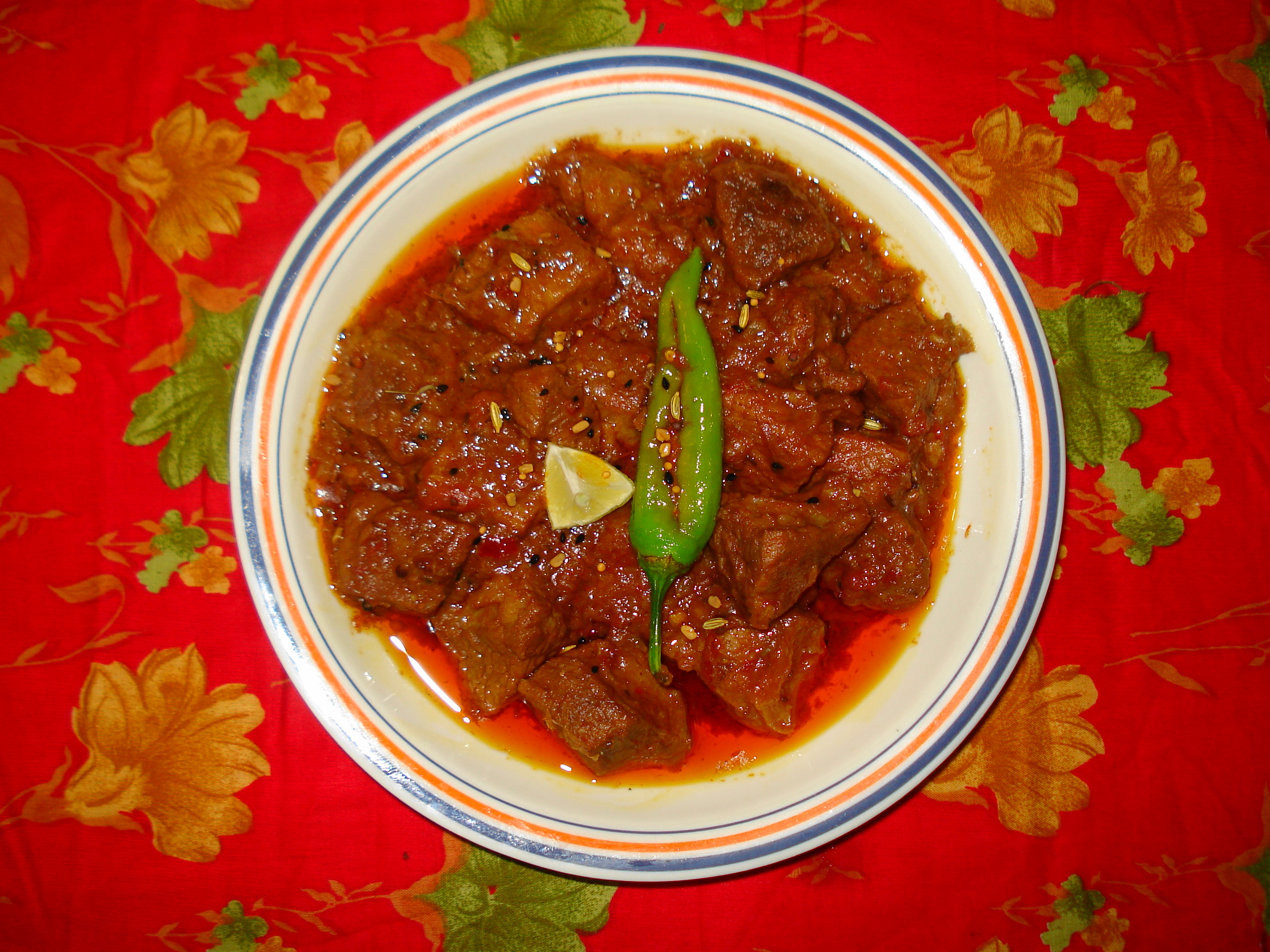
Ачар-гошт (Тушкована баранина з перцем)
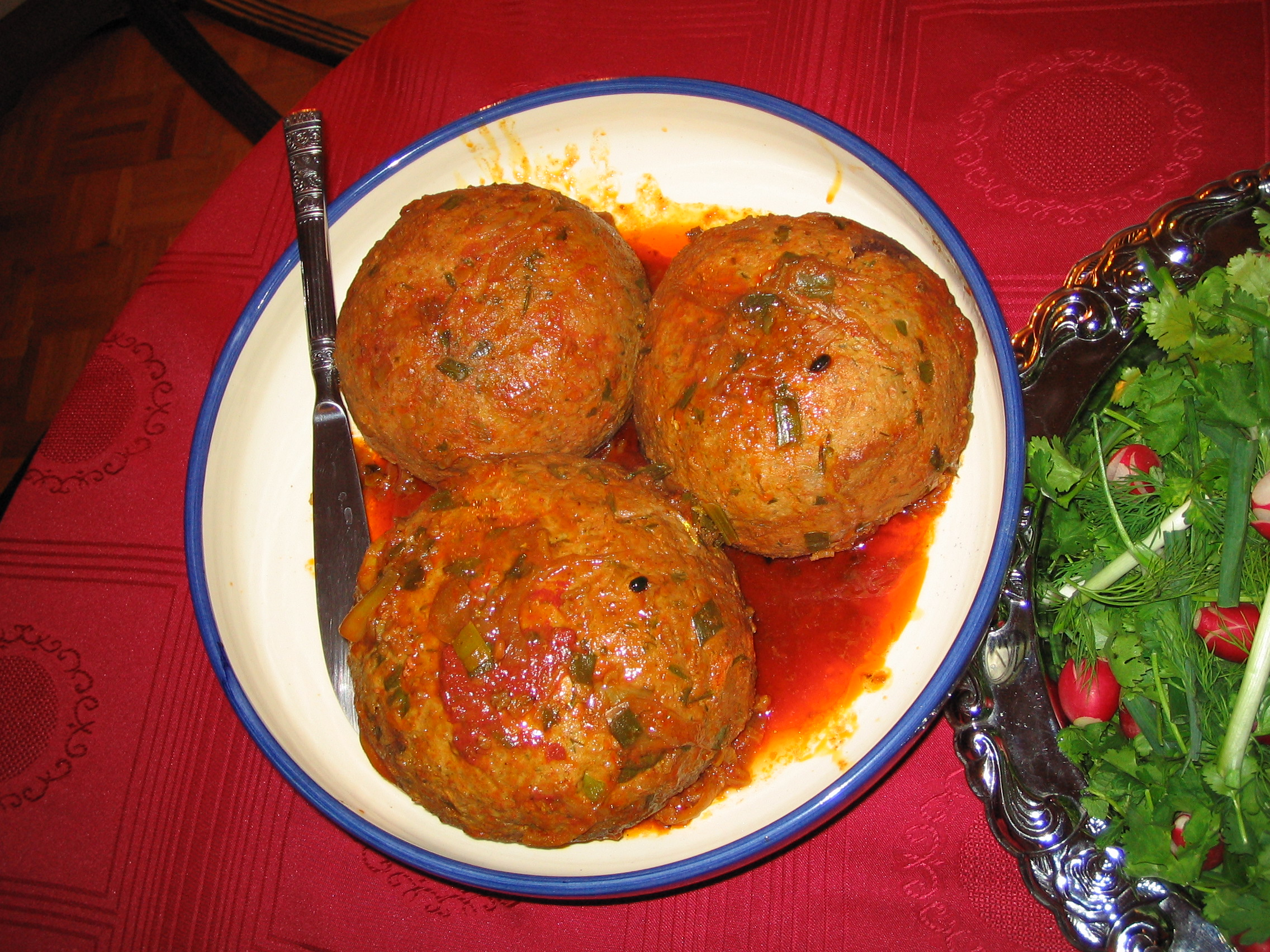
Кофта
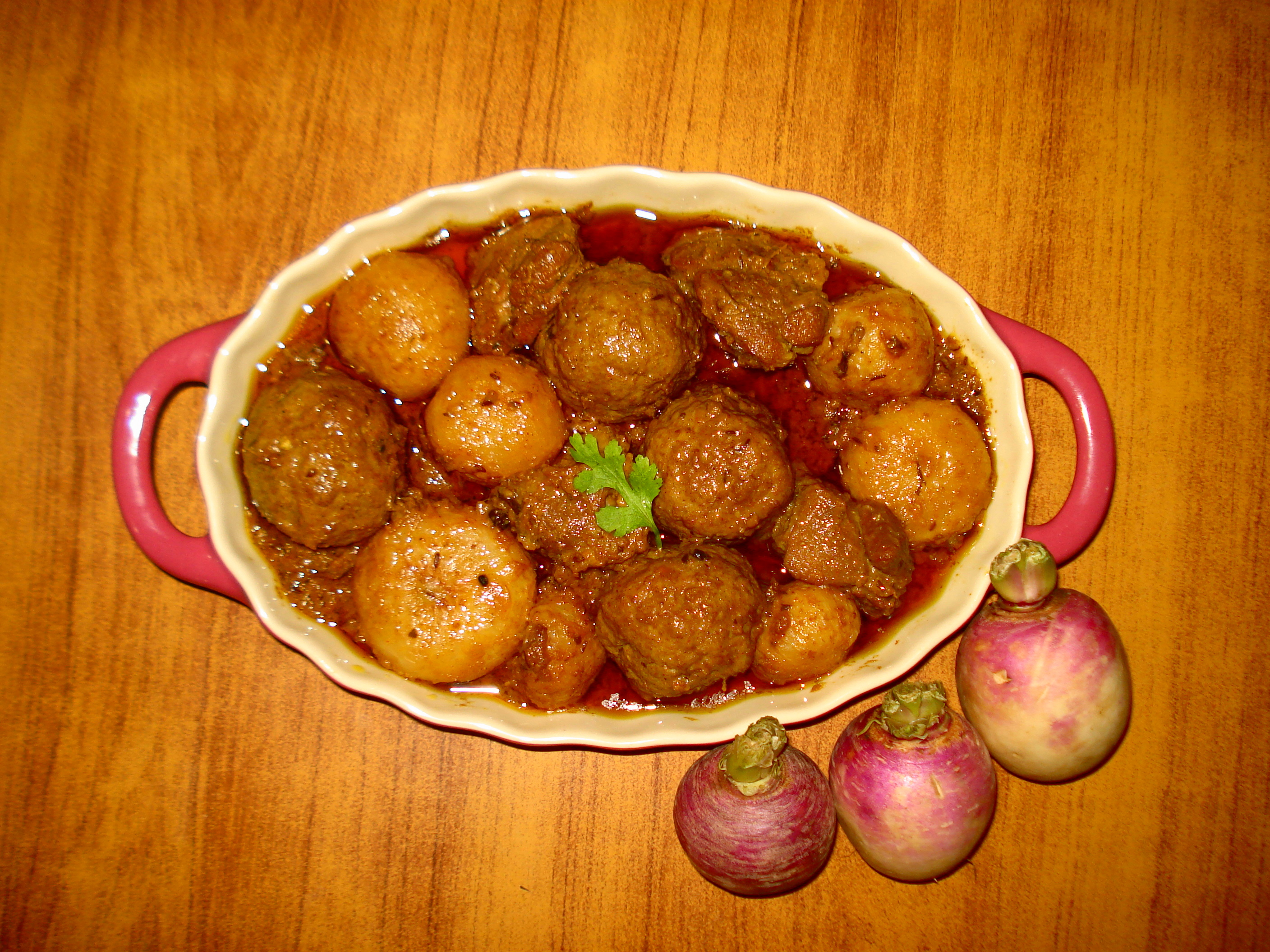
Шабдек

### Регіональні особливості

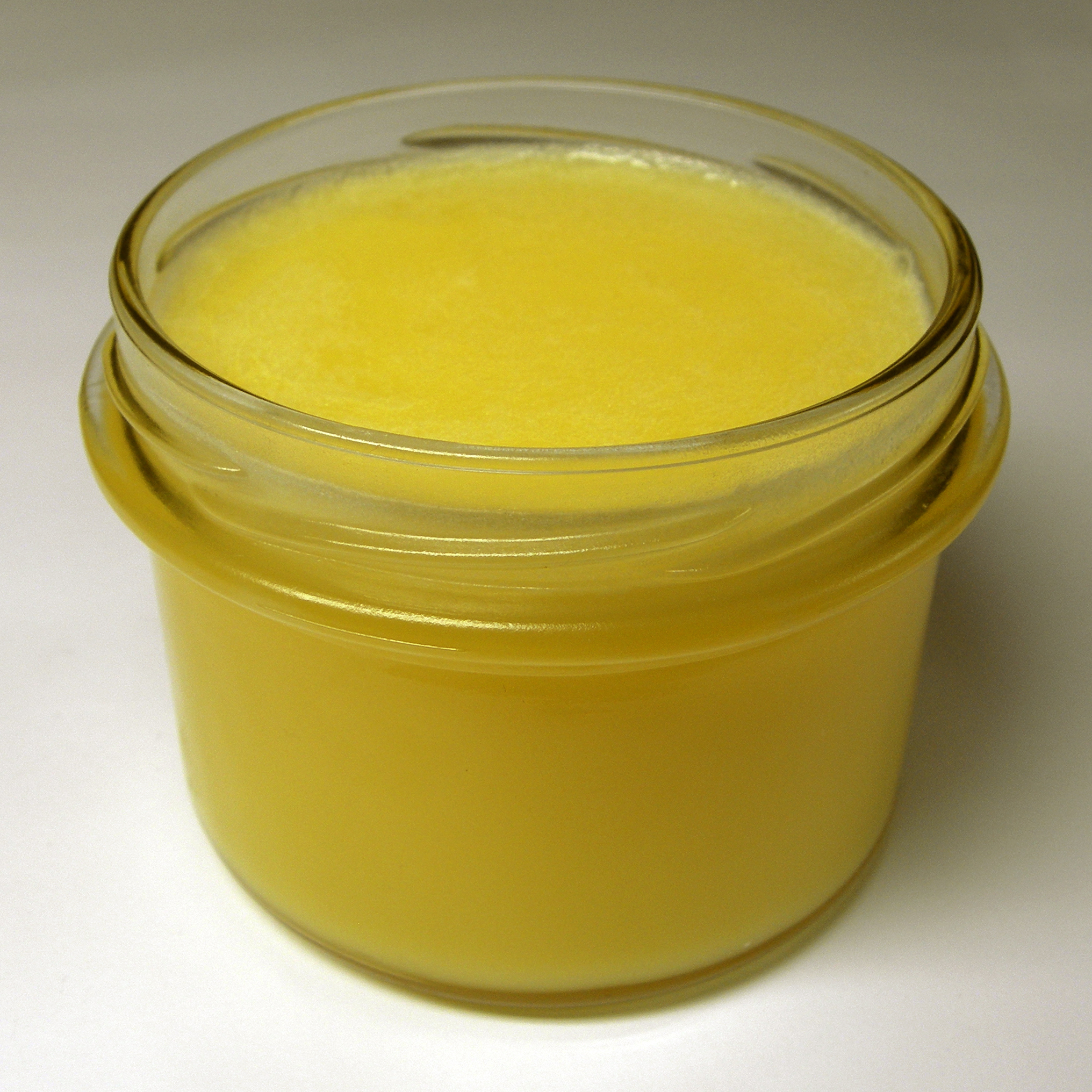
Гхі

В Пенджабі поширено як вегетаріанські, так і невегетарианское традиції. Одним з головних інгредієнтів страв є топлене масло гхі. Тут на сніданок популярна халва-пурі — коржик (пурі) з халвою, яку виготовляють з пшеничних зерен, олії, цукру і родзинок. Вживають халву-пурі разом з сочевицею, картоплею і з соусом карі, який надає гостроту і згладжує нудотність. А запивають поширеним в Пенджабі напоєм лассі. Зранку та вдень їдять пай (страву з баранини). Коли не було газових плит, господині з вечора залишали м'ясо вариться в печі, а на ранок страва вже була готова.
Белуджистан і Північно-Західна Прикордонна провінція в кулінарному відношенні дуже схожі. Тут обов'язковими є такі страви, як чаплі-кебаб, намкін-рост (відварне м'ясо з часником) і плов з баранини.
Сінд має вихід до Аравійського моря, тому тут свіжу рибу тут продають прямо на вулицях. Поширені страви з риби і морепродуктів. Найбільш популярні креветки і три сорти риби: палама-мачлі, рау-мачлі і сурмай-мачлі. Областях ближчими до Індії (навколо міста Карачі) помітний вплив могольської кухні та частково європейської.

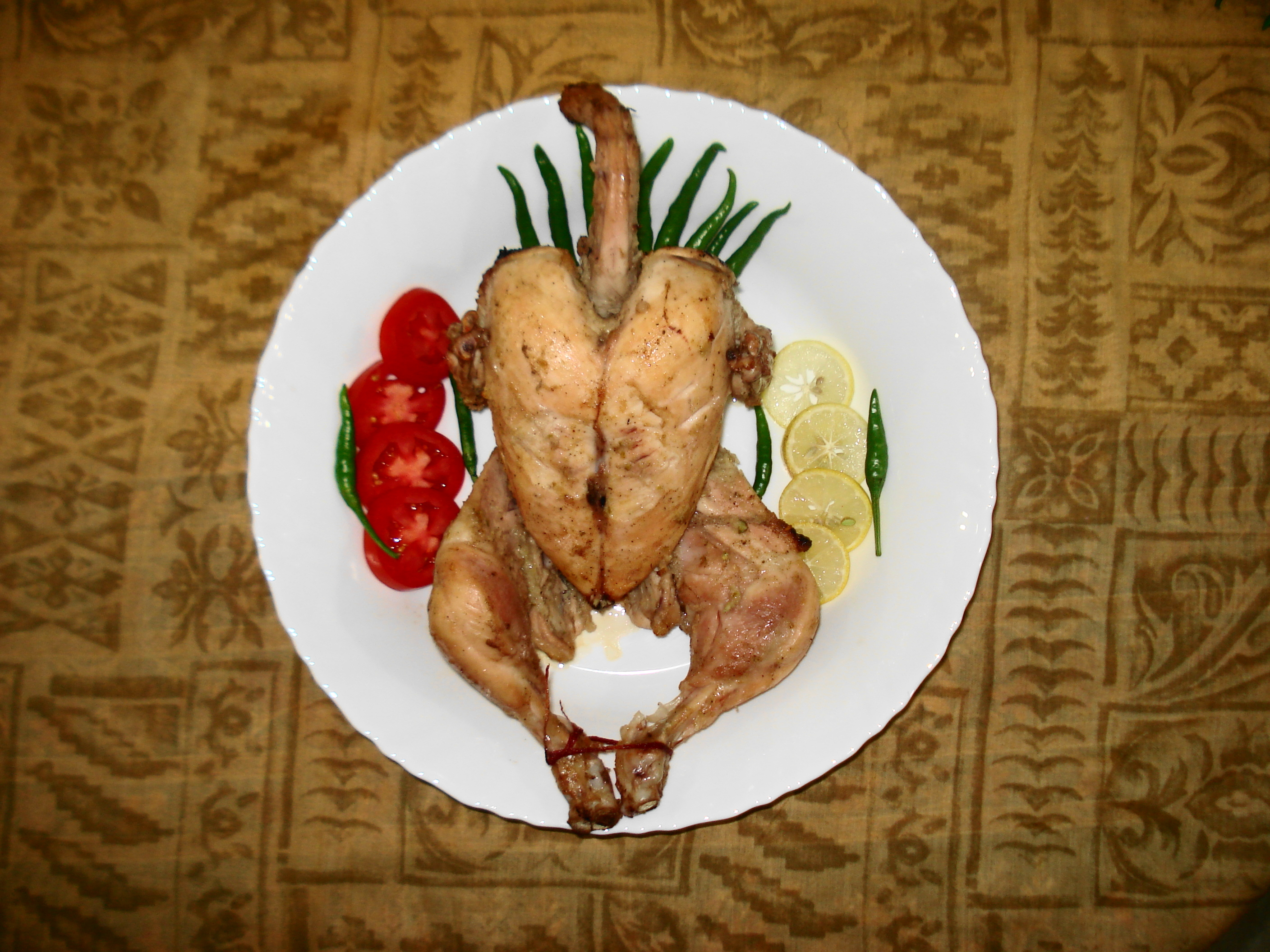
Саджі

В прикордонних з Афганістаном областях на заході популярні пуштунські страви з баранини, зокрема саджі — страва з баранячих ніг. Процес приготування довгий і досить складний, тому саджі затівають готувати тільки тоді, коли очікується багато гостей. Для саджі беруть як мінімум десять баранячих ніг, які тричі проходять процес маринуванням, а потім смажаться на кільках, що постійно крутять.

## Десерти
Зазвичай в десерти додають горіхи, ягоди, фрукти та мед. Відомі цукерки мітаї з сиропу, вершків і борошно. Найпопулярніші солодощі — бурфі, які роблять з молока і різних ароматизаторів, райта (вершкова паста, яку часто використовують навіть зі смаженою м'ясом), фірні (молочний пудинг з борошна і рису), халва (продукт, що виготовляється з яєць, моркви, вершків і горіхів).
Крім того, скрізь виготовляють джалебі (вироб з тіста, просякнутого дуже солодким сиром, а потім підсмаженого у великій кількості олії), кульфі (морозиво зі згущеного молока), калакунд, ладду, а також тістечка, бісквіти, пампушки з маком, шархі-туркай (хліб, нарізаний шматочками і розігрітий в молоці, з додаванням дуже солодкого сиропу), гулаб джамун (кульки з сухого молока). Улюбленою стравою є банани, що обсмажені у тісті, яких при готовності поливають медом.

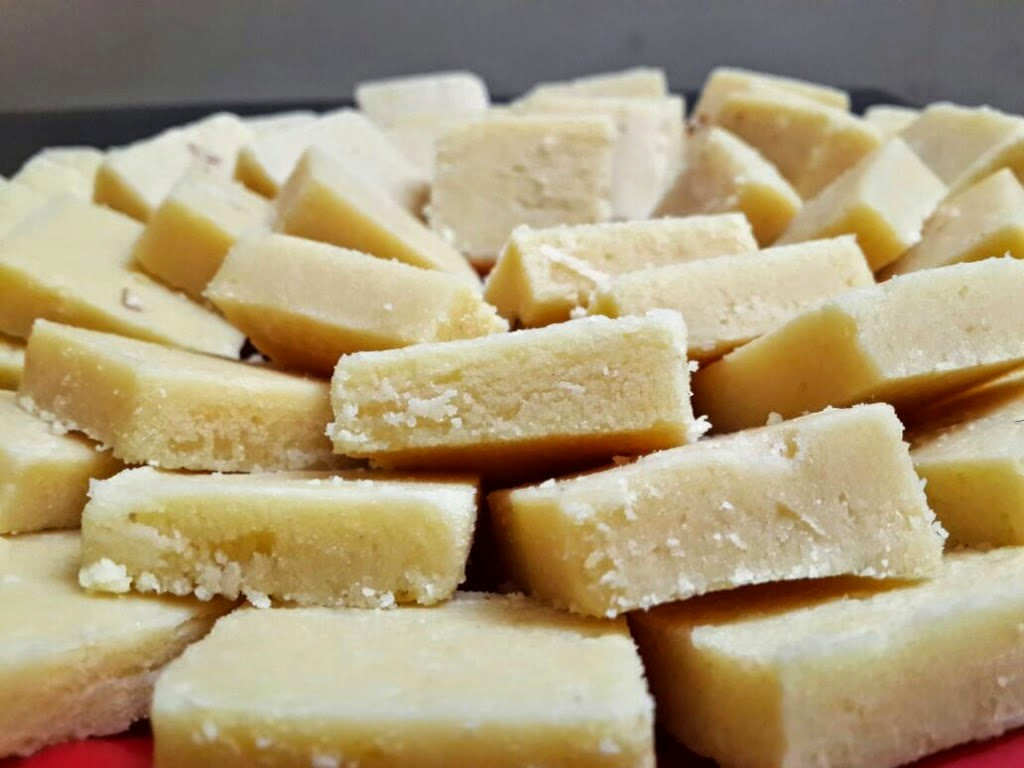
Бурфі
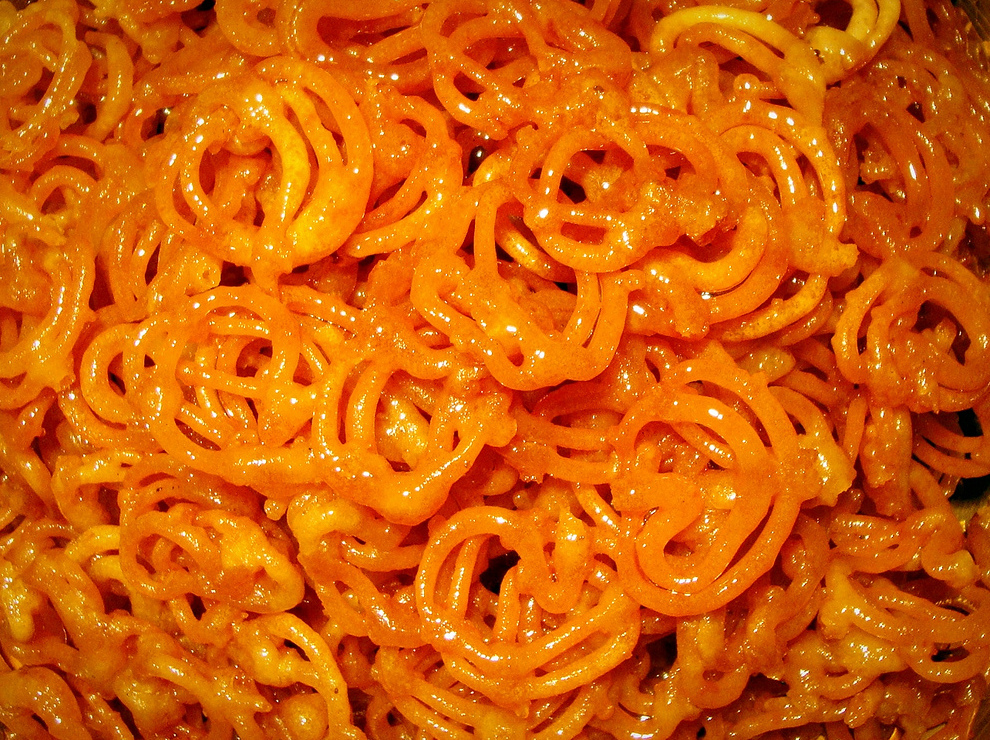
Джалебі
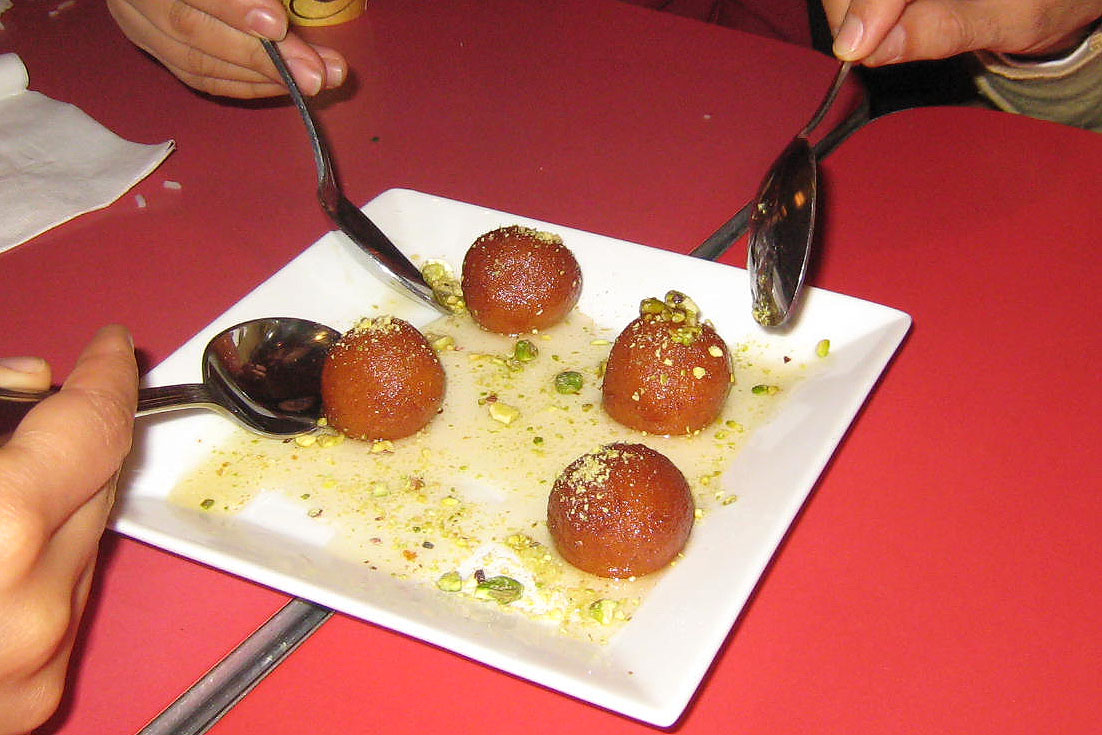
Гулаб джамун
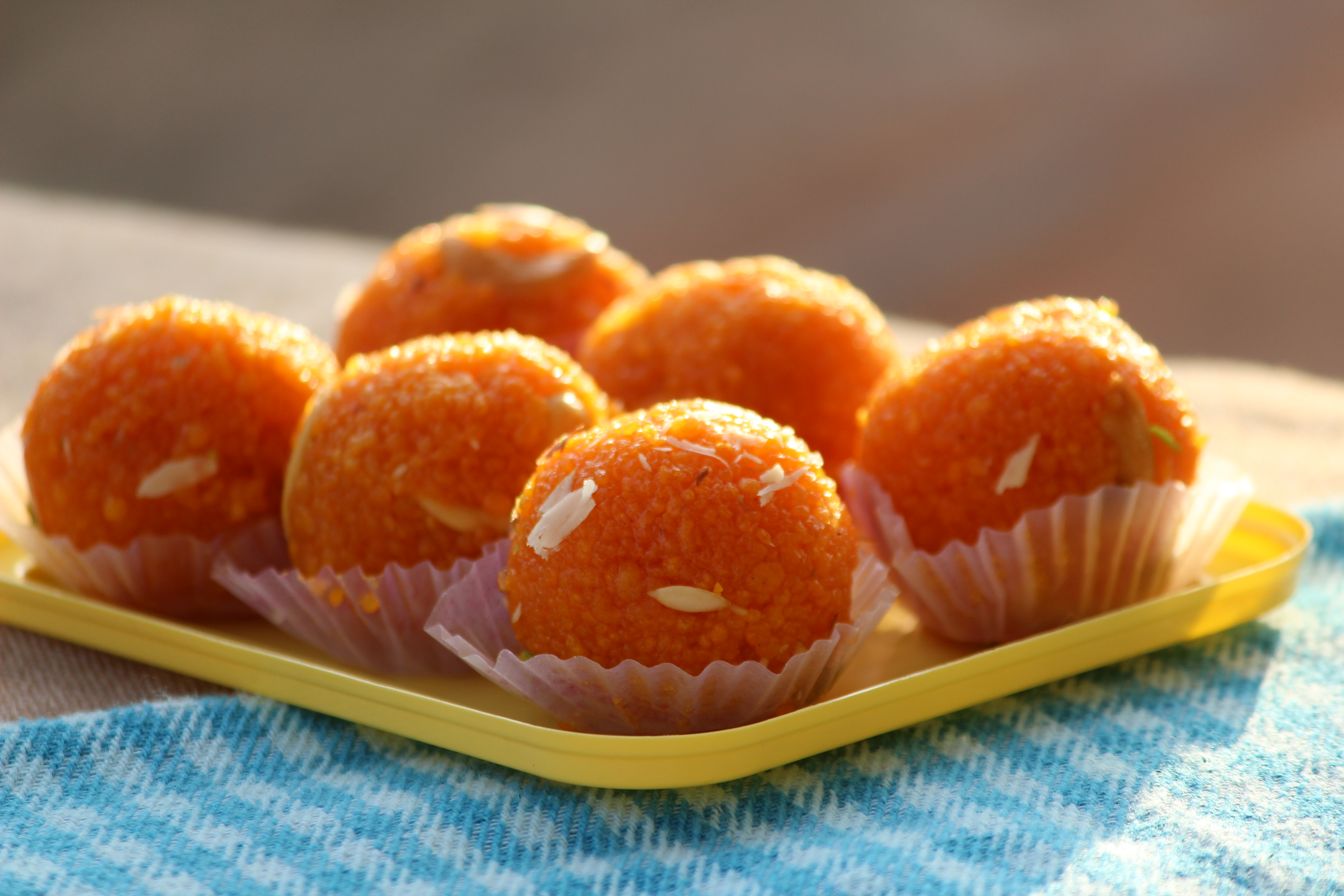
Ладду
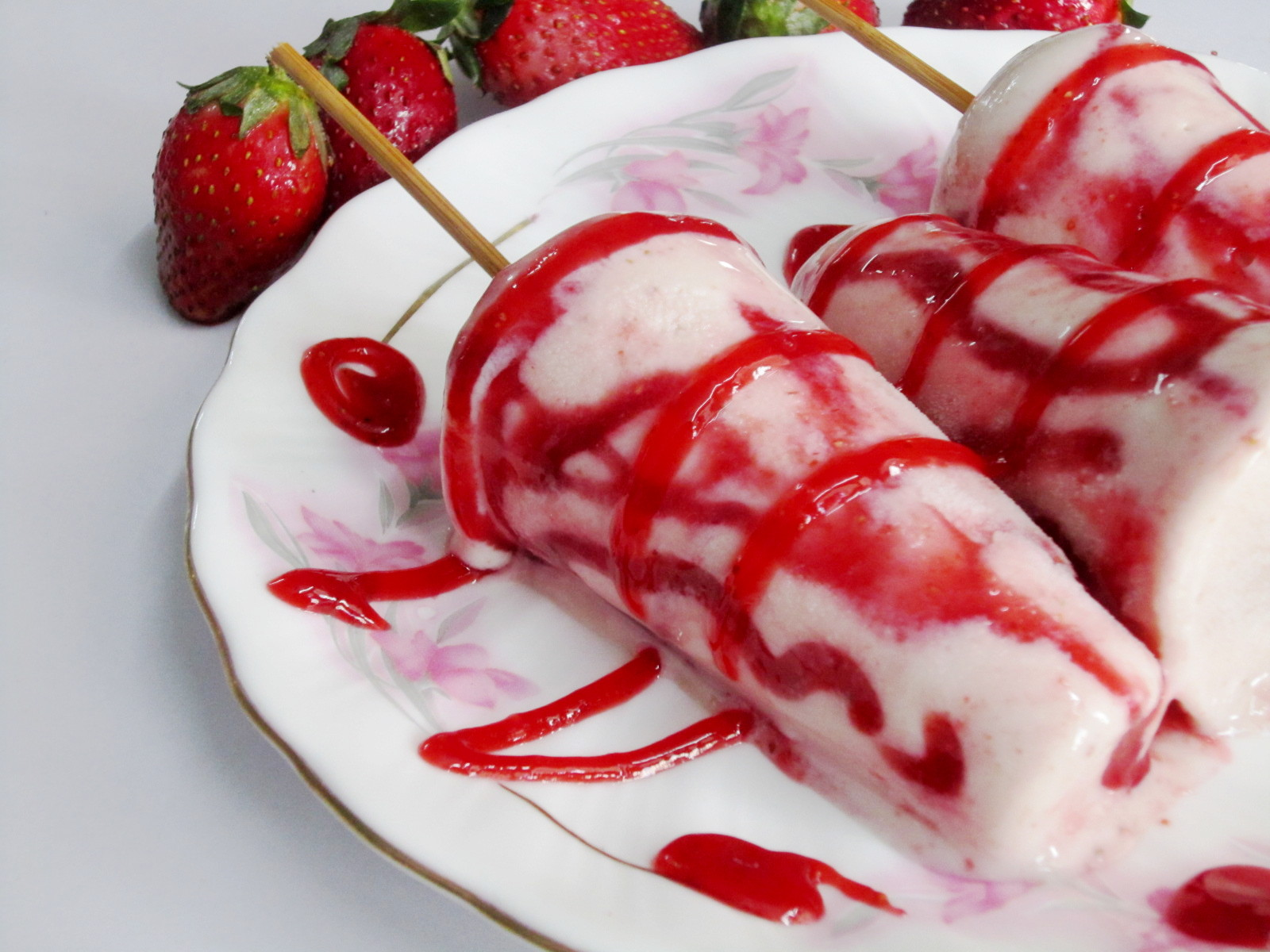
Кульфі з полуницею

## Напої
Національний напій — чай, який споживається дуже міцним, часто з молоком, кардамоном, мускатним горіхом і великою кількістю цукру. Його п'ють завжди і скрізь і зазвичай пропонують як жест гостинності у всіх будинках, офісах або магазинах. На півночі популярний кашмірський чай, що готується з додаванням з солі, молока та гашеної соди. Також виготовляються всілякі шербети
В усіх регіональних кухня Пакистану виготовляють дахі (йогурт) з різними додатками (в залежності від регіональності). Влітку дуже популярні лассі (напій на основі йогурту), кокосове молоко нарія-ка-дуд і його похідні, а також сік цукрового очерету та різні фруктові напої. Залежно від сезону на вулицях продають морквяний, яблучний, мандариновий або гранатовий сік. Добре втамовує спрагу сканджубін — розбавлений водою лимонний сік з цукром і сіллю.
Хоча вживання алкоголю не схвалюється, в країні варять власне пиво і традиційні для країн Сходу алкогольні напої, зокрема арак.

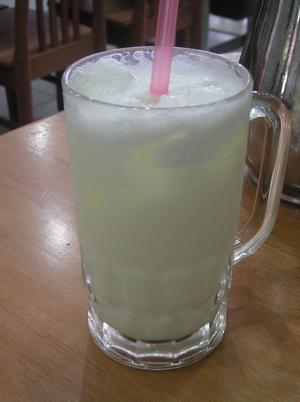
Лассі
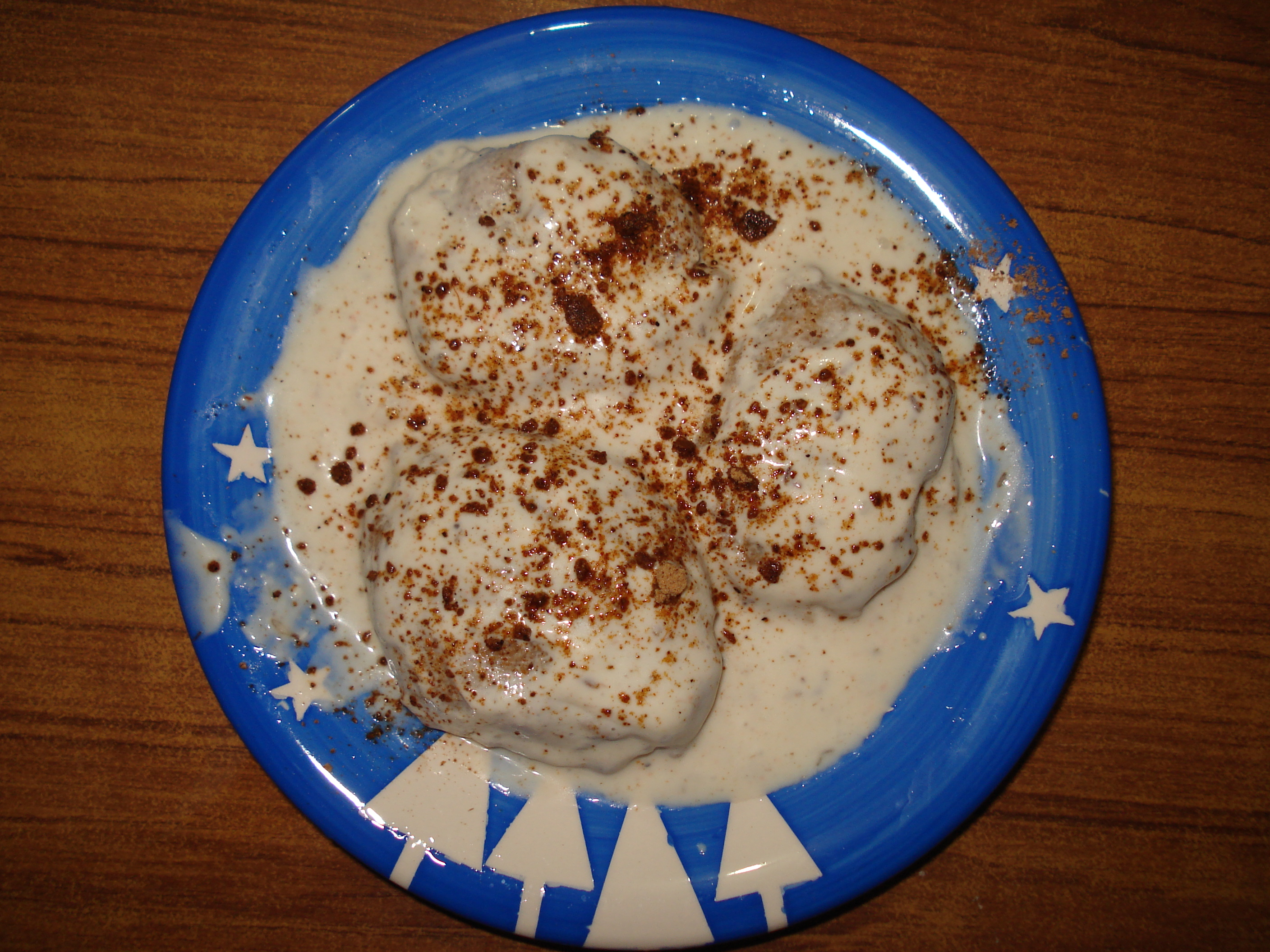
Дахі

## Вживання їжі
Пакистанці приймають їжу три рази на день. Сніданок зазвичай насичений, на сніданок можуть подавати смажені й солодкі страви. Традиційний обід включає м'ясне карі або «роти» з рисом.